# Aranda Lý Quang Diệu
Aranda Lý Quang Diệu (tiếng Anh: Aranda Lee Kuan Yew, tiếng Hoa: 李光耀 蜻蜓 万 代 兰), là một loại Phong lan
được đặt theo tên của cựu Thủ tướng Singapore Lý Quang Diệu.